# Drassyllus lepidus
Drassyllus lepidus är en spindelart som först beskrevs av Banks 1899.  Drassyllus lepidus ingår i släktet Drassyllus och familjen plattbuksspindlar. Inga underarter finns listade i Catalogue of Life.